# Апурин, Николай Евграфович
Николай Евграфович Апурин (1907—1984) — советский военнослужащий. В Рабоче-крестьянской Красной Армии служил в 1930—1932 годах и с января 1943 года по ноябрь 1945 года. Воинская специальность — сапёр. Участник Великой Отечественной войны. Полный кавалер ордена Славы. Воинское звание на момент демобилизации — старшина.

## Биография

### До войны
Николай Евграфович Апурин родился 5 декабря (по другим данным — 6 декабря) 1907 года в деревне Понарьино Кинешемского уезда Костромской губернии Российской империи (ныне деревня Островского района Костромской области Российской Федерации) в крестьянской семье. Русский.
Николай Евграфович рано остался без отца. В связи с этим он вынужден был оставить школу после трёх лет учёбы и помогать матери по хозяйству. С началом коллективизации вступил в колхоз. В 1930—1932 годах проходил срочную службу в рядах Рабоче-крестьянской Красной Армии. Служил в стрелковой части под Днепропетровском. После демобилизации уехал в Ярославль, где до начала Великой Отечественной войны работал вальцовщиком на Ярославском подошвенном заводе (с 1945 года — Ярославский завод резиновых технических изделий), входившем в состав Резино-асбестового комбината.

### На фронтах Великой Отечественной войны
С началом войны Ярославский подошвенный завод был переориентирован на выпуск военной продукции, и многие его высококвалифицированные специалисты, в том числе и Н. Е. Апурин, попали под бронь. Только в январе 1943 года просьба Апурина об отправке на фронт была удовлетворена, и 20 числа того же месяца Кагановичским районным военкоматом города Ярославля Николай Евграфович был призван в Красную Армию.
Сначала Н. Е. Апурин попал в учебный военный лагерь, где прошёл переподготовку и получил воинскую специальность сапёра. Весной 1943 года Апурина направили в формировавшуюся в резерве Верховного Главнокомандования 51-ю стрелковую дивизию, где его зачислили рядовым сапёром в 44-й отдельный сапёрный батальон, которым командовал капитан А. А. Кожохин.
В действующей армии Н. Е. Апурин с июля 1943 года на Западном фронте. Боевое крещение принял под Смоленском в августе 1943 года во время Смоленской операции. Осенью 1943 года 51-я стрелковая дивизия была переброшена на 1-й Прибалтийский фронт и 26 ноября включена в состав 4-й ударной армии. Части дивизии заняли позиции в Витебской области северо-западнее населённого пункта Сиротино. Сапёры 44-го отдельного батальона сумели в короткие сроки создать эффективную систему оборонительных сооружений на участке дивизии, что позволило командованию 4-й ударной армии не думать о своих тылах при проведении Городокской операции, в результате которой войска 1-го Прибалтийского фронта значительно улучшили занимаемые позиции и создали угрозу окружения витебской группировки противника. Воплотить в реальность эту угрозу Ставка Верховного Главнокомандования планировала в рамках Витебской наступательной операции, при подготовке к которой отличился ефрейтор Н. Е. Апурин.

### Орден Славы III степени
Командир 51-й стрелковой дивизии полковник Алексей Яковлевич Хвостов уделял большое внимание разведке. Штаб его дивизии всегда располагал исчерпывающими сведениями о противостоявшем дивизии противнике, что достигалось хорошо поставленной разведывательной службой. Перед началом Витебской операции требовалось уточнить силу противника и выявить его огневые точки. 31 января 1944 года перед стрелковым батальоном одного из полков дивизии была поставлена задача провести разведку боем на своём участке. Противостоявший частям дивизии противник имел в этом месте мощную оборонительную линию, оборудованную проволочными заграждениями и минными полями. Группе сапёров, в которую был включён ефрейтор Апурин, было поручено проделать несколько проходов в заграждениях противника для своей пехоты. Противник сразу заметил сапёров и открыл по ним миномётный и пулемётный огонь, но советские бойцы продолжали продвигаться вперёд, обезвреживая по пути мины и срезая колючую проволоку. Сапёры проложили пехоте путь до самого переднего края немцев. Недалеко от вражеских траншей был ранен один из бойцов. Немцы заметили его и решили взять в плен, но ефрейтор Апурин бросился на помощь раненому, и отстреливаясь от наседающего противника, вынес боевого товарища в безопасное место. За успешное выполнение задания и спасение жизни раненого бойца приказом от 16 февраля 1944 года Николай Ефграфович был награждён орденом Славы 3-й степени (№ 1220).

### Орден Славы II степени
В ходе Витебской операции советским войскам не удалось достичь поставленных целей, и бои под Витебском приняли позиционный характер до лета 1944 года. Весной 1944 года Генеральный штаб Красной Армии начал разработку крупномасштабной наступательной операции в Белоруссии. Ставка постоянно требовала свежих разведданных, и группы разведчиков регулярно направлялись в тыл противника и на его передний края за «языками». Их задача осложнялась тем, что немцы, стремясь любой ценой удержать занимаемые позиции, буквально усеяли свою оборонительную линию противотанковыми и противопехотными минами. В связи с этим ефрейтор Н. Е. Апурин был переведён в 30-ю отдельную разведывательную роту своей дивизии на должность сапёра-разведчика. В апреле-мае 1944 года Николай Евграфович несколько раз прокладывал путь разведчикам через минные поля, вместе с ними ходил за линию фронта и принимал участие в захвате контрольных пленных. В новой должности Апурину приходилось участвовать и в крупных войсковых операциях. 29 апреля 1944 года перед 51-й стрелковой дивизией, с конца марта находившейся в составе 6-й гвардейской армии, была поставлена задача овладеть крупным опорным пунктом противника деревней Заозерье. Все инженерные силы дивизии в ночь с 29 на 30 апреля были брошены на разграждение немецких инженерных заграждений. Доделывать работу сапёрам пришлось уже утром 30 апреля под огнём врага. Ефрейтор Апурин на своём участке сумел проложить путь пехоте к самому переднему краю противника, что обеспечило успех штурмовой группы при взятии деревни. Николай Еврафович вместе с пехотинцами участвовал в штурме Заозерья и отражении последующих контратак противника. За своевременное выполнение боевого задания и проявленное в бою мужество ефрейтор Н. Е. Апурин был награждён орденом Отечественной войны 2-й степени.
В июне 1944 года новым командиром 44-го отдельного сапёрного батальона стал капитан С. Д. Ярош. Степан Дмитриевич настоял на возвращении Н. Е. Апурина, одного из лучших сапёров дивизии, в подразделение, которому в рамках операции «Багратион» предстояло решать сложные и ответственные задачи. Перед самым началом Витебско-Оршанской операции в ночь на 22 июня ефрейтор Н. Е. Апурин получил боевую задачу проделать проходы в минных полях и проволочных заграждениях противника в районе деревни Мазуры. До рассвета было уже недалеко, и работать сапёру нужно было очень быстро. Большой опыт и отличная боевая подготовка позволили Апурину расчистить для стрелковых подразделений коридор шириной 30 метров. С началом атаки Николай Евграфович первым устремился на врага, увлекая за собой пехоту, и первым ворвался во вражеские траншеи. За доблесть и мужество, проявленные при выполнения боевого задания командования приказом от 20 июля 1944 года ефрейтор Н. Е. Апурин был награждён орденом Славы 2-й степени (№ 3414).

### Орден Славы I степени
Освободив Витебск, Полоцк и северо-восточные районы Литвы, 51-я стрелковая дивизия вступили на территорию Латвийской ССР. В начале Рижской наступательной операции её стрелковые подразделения вышли на подступы к латвийскому городу Бауска. С целью уточнения сил врага и выявления его огневых средств группе разведчиков дивизии была поставлена задача в ночь с 10 на 11 сентября 1944 года провести разведку боем. Обеспечить действия разведчиков должны были сапёры, которым в условиях сильного дождя под интенсивным обстрелом со стороны противника предстояло проделать проходы в минных полях и инженерных заграждениях немцев. За пять часов напряжённой работы бойцы 44-го отдельного сапёрного батальона, среди которых был и ефрейтор Н. Е. Апурин, сняли более 300 мин. Когда проход был готов, Николай Евграфович лично повёл разведчиков по проделанному коридору и вместе с ними ворвался в немецкие траншеи. После короткого рукопашного боя противник был выбит с занимаемого рубежа. Немцы, не смирившись с потерей позиций, скоро пошли в контратаку. Большая группа вражеских солдат обошла разведчиков с правого фланга. Выкатив на огневую позицию артиллерийское орудие, немцы открыли огонь прямой наводкой. Разведчики оказалась в очень трудном положении, но выручил ефрейтор Апурин. Взяв с собой трёх бойцов, Николай Евграфович скрытно обошёл противника с тыла и неожиданной атакой посеял панику в стане врага и обратил его в бегство. За успешное выполнение боевого задания, проявленное мужество и воинскую смекалку командир 44-го отдельного сапёрного батальона капитан С. Д. Ярош представил ефрейтора Н. Е. Апурина к ордену Славы 1-й степени.
Пока наградные документы ходили по инстанциям, Николай Евграфович успел поучаствовать в блокаде курляндской группировки противника. Затем в январе 1945 года 51-я стрелковая дивизия была переброшена в Польшу, и в составе 2-го Белорусского фронта вела наступление в рамках Восточно-Прусской операции. 21 января 1945 года в совместно с другими бойцами 44-го отдельного сапёрного батальона Апурин участвовал в разминирования переднего края немецкой обороны на реке Нарев на рубеже Остроленка — Новогруд, что во многом способствовало её успешному прорыву. В ходе операции 51-я стрелковая дивизия по тактическим соображениям была передана 3-му Белорусскому фронту. Во время наступательных действий дивизии в Восточной Пруссии Николай Евграфович находился непосредственно в боевых порядках пехоты. Своим мастерством он способствовал быстрому продвижению стрелковых подразделений и техники дивизии, участвовал в прорыве промежуточных рубежей немецкой обороны, ликвидировал опорные пункты и узлы сопротивления врага, громил немецкую группировку на побережье залива Фришес-Хафф, участвовал в штурме фортов № 4 и № 1а города-крепости Кёнигсберга. Здесь в столице Восточной Пруссии Николай Евграфович завершил свой боевой путь. Здесь же ему был вручён орден Славы 1-й степени за номером 173, присвоенный указом Президиума Верховного Совета СССР от 24 марта 1945 года.

### После войны
После окончания Великой Отечественной войны Н. А. Апурин служил в армии до ноября 1945 года. Демобилизовавшись в звании старшины, Николай Евграфович вернулся в Ярославль. Много лет работал на Ярославском заводе резиновых технических изделий бригадиром-вальцовщиком, затем трудился на Ярославском областном аптечном складе. За добросовестный труд был награждён орденом Трудового Красного Знамени и медалью «За трудовое отличие». Умер Николай Евграфович 20 апреля 1984 года. Похоронен на Игнатовском гражданском кладбище Ярославля (сектор 62, могила № 222).

## Награды
- Орден Отечественной войны 2-й степени (11.05.1944)[11]
- Орден Трудового Красного Знамени
- Орден Славы 1-й степени (24.03.1945)[13]
- Орден Славы 2-й степени (20.07.1944)[8]
- Орден Славы 3-й степени (16.02.1944)[9]
- Медали, в том числе:

Медаль «За взятие Кёнигсберга»
Медаль «За победу над Германией в Великой Отечественной войне 1941-1945 гг.»
Медаль «За трудовое отличие»
- Нагрудный знак «Отличный сапёр»[1]

## Документы
- Общедоступный электронный банк документов «Подвиг Народа в Великой Отечественной войне 1941—1945 гг.» Архивировано из оригинала 13 марта 2012 года. номера в базе данных:

Орден Отечественной войны 2-й степени (архивный реквизит 30708846).
Орден Славы 1-й степени (архивный реквизит 46570636).
Указ Президиума Верховного Совета СССР от 24 марта 1945 года (архивный реквизит 46801360).
Список награждённых указом Президиума Верховного Совета СССР от 24 марта 1945 года (архивный реквизит 46801758).
Орден Славы 2-й степени (архивный реквизит 33426462).
Орден Славы 3-й степени (архивный реквизит 20316336).